# Șah dublu
În jocul de șah, dublul șah este o situație de șah produsă simultan de către două piese. În notația de șah, dublul șah este reprezentat aproape întotdeauna ca o curentă situație de șah ("+"), uneori fiind simbolizat ca "++" (cu toate acestea, "++" este folosit de asemenea, tot uneori, pentru a desemna situația numită șah-mat).